# Croaghaun, Carlow
Croaghaun är ett berg i republiken Irland.   Det ligger i grevskapet County Carlow och provinsen Leinster, i den östra delen av landet, 80 km söder om huvudstaden Dublin. Toppen på Croaghaun är 451 meter över havet, eller 110 meter över den omgivande terrängen. Bredden vid basen är 2,4 km.
Terrängen runt Croaghaun är kuperad åt sydost, men åt nordväst är den platt.Runt Croaghaun är det glesbefolkat, med 18 invånare per kvadratkilometer. Närmaste större samhälle är Muine Bheag, 13,7 km väster om Croaghaun. Trakten runt Croaghaun består i huvudsak av gräsmarker.